# Franz Bezucha
Franz Bezucha (* 7. September 1904 in Wien; † 9. Mai 1981 in Oberwart) war ein österreichischer Politiker (SPÖ) und Bilanzbuchhalter. Bezucha war verheiratet, von 1953 bis 1960 sowie 1964 Mitglied des Bundesrates und von 1960 bis 1964 Abgeordneter zum Burgenländischen Landtag.
Bezucha wurde als Sohn des Schuhmachermeisters Franz Bezucha aus Wien geboren, wobei sein Vater 1917 im Ersten Weltkrieg fiel. Er besuchte die Volks-, Bürger- und Handelsschule in Wien und war danach als Bilanzbuchhalter in der Holzindustrie tätig. 1939 wechselte Bezucha aus beruflichen Gründen in das Burgenland, wobei er in Großpetersdorf beschäftigt war.
Bereits 1921 war Bezucha der Sozialdemokratischen Partei beigetreten. Nach dem Zweiten Weltkrieg wurde er 1947 SPÖ-Bezirksparteiobmann der SPÖ-Oberwart sowie 1948 Mitglied des Landesparteivorstandes. Er vertrat die SPÖ Burgenland zunächst vom 19. März 1953 bis zum 5. Mai 1960 im Bundesrat und war danach vom 5. Mai 1960 bis zum 26. Mai 1964 Abgeordneter zum Burgenländischen Landtag. Bezucha wechselte a, 26. Mai 1964 erneut in den Bundesrat, dem er bis zum 29. Dezember 1964 angehörte. Vom 1. Juli 1964 bis zum 29. Dezember 1964 war er dabei Vorsitzender des Bundesrates. Des Weiteren war er als Obmann der Oberwarter Siedlungsgenossenschaft aktiv und Vorsitzender des Aufsichtsrates der BEWAG, der Kurbad Tatzmannsdorf-AG sowie des Fernheizkraftwerkes Pinkafeld.